# Linda Henry
Linda Henry née le 24 août 1959 est une actrice anglaise connue pour son rôle d'Yvonne Atkins dans la dramatique série télévisée d'ITV Les Condamnées (Bad Girls), et plus récemment pour son retour dans East Enders, série britannique de la BBC, d'abord comme Lorraine Salter, puis en 2006 comme Shirley Carter.
Linda Henry a passé quelque temps avec le Old Vic Youth Theatre ; à seize ans elle s'est retrouvée dans le même groupe que Rowan Atkinson à Édimbourg, et à dix-sept ans elle s'est inscrite au Webber Douglas Academy of Dramatic Art.
Plus tard, Linda Henry a contribué à la création d'une société de production, Buster, laquelle existe toujours bien que Linda Henry n'ait plus de lien avec elle.
Un de ses seuls rôles remarquables hors des frontières du Royaume-Uni sera Sandra (la mère de Jamie) dans Beautiful Thing. Elle est aussi apparue dans plusieurs programmes de la télévision britannique : The Bill, Birds of a Feather, Cracker, A Touch of Frost, et East Enders.
Elle a également interprété un petit rôle dans The Business, film britannique dont la vedette principale était Danny Dyer.